# Het Brussels moeselken

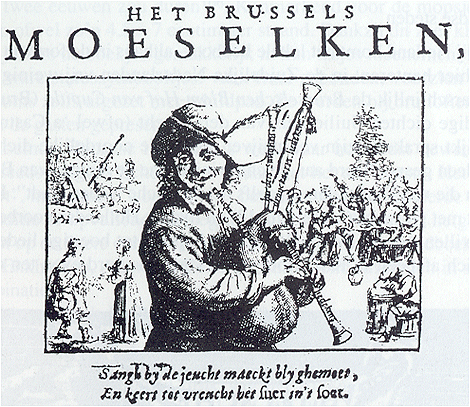
De gravure op het frontispice toont een dorpeling die doedelzak speelt, getekend in de stijl van Teniers. De vier pijpen symboliseren de vier onderdelen van het werk: liefdesliederen, pastorales, drinkliederen en burleske liederen.

Het Brussels moeselken is een liedboek verschenen te Brussel in 1659. Het boek verscheen bij Gielis Stryckwant onder de titel Het Brussels Moeselken, pypende verscheyden vermakelycke Liedekens, minne-liedekens, herders-sanghen, dronckaers-liedekens. Het bevat liederen van de bevriende dichters Eustachius de Meyer en Peter Suetmans.
Het werk kende succes en werd nog meermaals herdrukt, onder andere te Antwerpen in 1693 en een zesde druk in Antwerpen in 1710.